# Abadia de Fossanova

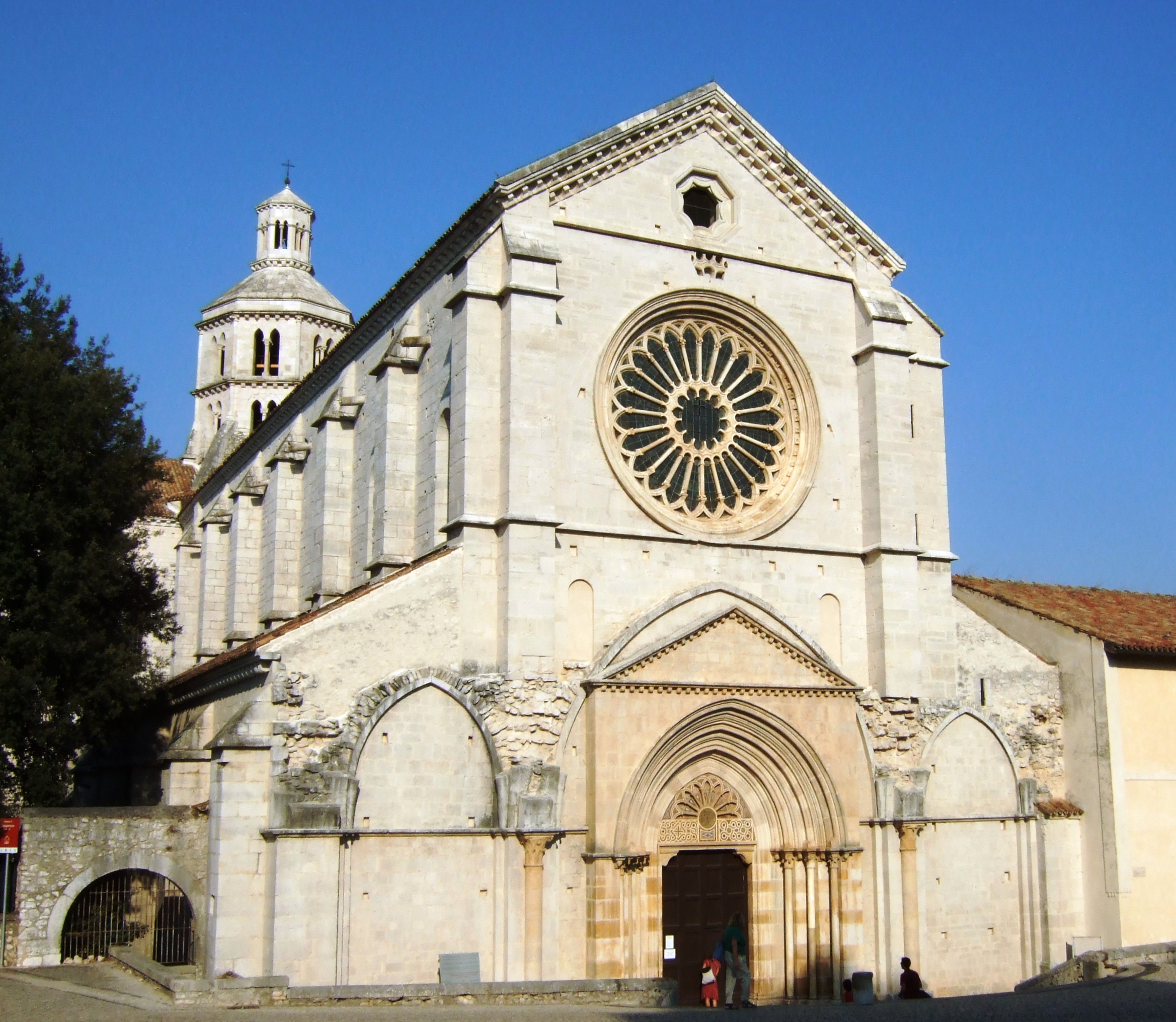
Fachada da igreja da Abadia de Fossanova.

A Abadia de Fossanova é um antigo mosteiro cisterciense localizado próximo a Priverno, no Lácio, Itália. É um dos grandes monumentos do gótico cisterciense em território italiano.
Em 1135, monges cistercienses provenientes da Abadia de Hautecombe em Borgonha instalaram-se no mosteiro, que anteriormente pertencia aos beneditinos. Os cistercienses levantaram no local um grande complexo, consagrado solenemente em 1208, elaborado de acordo com os critérios arquitetônicos e artísticos da Ordem de Cister. Santo Tomás de Aquino, célebre teólogo e filósofo medieval, morreu em Fossanova em 1274.
O período desde sua fundação até a metade do século XV foi a época áurea da Abadia, seguida de uma época de relativa decadência.